# Tæppefald
Tæppefald er en Hercule Poirot – krimi, skrevet omkring 1940, men udgivet i 1975. Den skulle egentlig først være udkommet efter Agatha Christies død, men da hun indså, at hun ikke længere var i stand til at skrive romaner, lod hun den frigive. I denne bog genforenes Poirot og Arthur Hastings, som ikke har været i kontakt med hinanden siden Stumt vidne fra 1937.

## Plot
Poirot efterforsker en vanskelig sag, hvor han er på sporet af "x", en seriemorder, der aldrig efterlader sig spor efter sine ugerninger. Detektiven, der er meget svagelig tilkalder sin gamle ven, Hastings, så denne kan optræde som hans "øjne og ører". 
Hastings egen datter, Judith, er blandt de mistænkte, og Hastings selv gribes af den dystre stemning, hvilket får ham til at planlægge et drab. Den svagelige Poirot har dog gennemskuet ham og forhindrer planens gennemførelse.
Der forekommer flere forbrydelser, inden Poirot dør som følge af komplikationer i forbindelse med et dårligt hjerte, tilsyneladende uden at have opklaret den igangværende sag. Dødsfaldet er imidlertid, ligesom hele plottet i hans sidste sag, mere indviklet end først antaget, og Poirot udpeger den mystiske "x" i et brev, som Hastings modtager efter Poirots død. Poirot havde lovet Hastings, at de før eller senere ville få ram på "x", og han holdt sit løfte.

## Efterspil
Som den eneste fiktive person nogensinde får Poirot sin nekrolog bragt i New York Times, endog på forsiden med overskriften: Hercule Poirot er død: Den berømte Hercule Poirot. Da Poirot næppe kan være født senere end 1860, var han ca. 115 år gammel, da hans død blev kendt. Manuskriptet til Tæppefald er skrevet omkring 2. verdenskrigs udbrud, så forklaringen kan være, at Christie har fortiet dødsfaldet i ca. 35 år for i mellemtiden at kunne gennemgå de sager, der endnu ikke var udgivet. Dette understøttes af, at det første møde på Styles, der foregik i 1916  omtales som for "lidt mere end 20 år siden".

## Danske udgaver
- Forum; 1976
- Forum Krimi (Agatha Christie, nr. 81). 2. udgave; 1977.
- Forum Krimi. 3. udgave; 1987.

## Anmeldelser
En kendt Christie -biografi fremhæver,
": at slutningen på Tæppefald er en af de mest overraskende, Agatha Christie nogensinde frembragte...hvis personernes karakterer havde været mere afrundede, ville Poirots sidste sag have været Christies bedste roman."
Også en anden kritiker mener, at slutningen er "yderst interessant", men at handlingen i øvrigt er "underligt skitseagtig".

## Bearbejdning
I serien Agatha Christie's Poirot med David Suchet i hovedrollen indgår Tæppefald som den sidste af de 75 episoder med premiere i 2013. Denne TV-film er yderst tro mod originalen, bl.a. er store dele af dialogen direkte overført til manuskriptet.